# Synagoga w Bodzanowie
Synagoga w Bodzanowie – zbudowana pod koniec XIX wieku przy ulicy Mickiewicza. Podczas II wojny światowej, w 1940 roku hitlerowcy zburzyli synagogę. Po wojnie budynku synagogi nie odbudowano.
Obok synagogi znajdował się murowany budynek, w którym znajdował się cheder. Został zburzony razem z synagogą w 1940 roku.